# Classe no 1 (chasseur auxiliaire de sous-marin)
Pour les articles homonymes, voir Classe No 1.
La Classe N° 1 est une classe de Chasseurs de sous-marin de la Marine impériale japonaise. 200 navires de lutte anti-sous-marine ont été construits entre 1941 et 1944 d'après les plans  Maru Kyu (Rapid Naval Armaments Supplement Programme en anglais) et Maru Sen (Wartime Naval Armaments Supplement Programme en anglais).

## Contexte
En 1939, la Marine impériale du Japon désirait avoir une flotte conséquente de chasseurs de sous-marin pour la défense de leurs bases navales.

## Conception
Cette flotte est construite après l'essai de 2 prototypes construits à partir d'un chalutier standard à coque bois.

En 1941, 100 chalutiers militaires sont commandés et 100 supplémentaires sont mis en œuvre dès début 1944.

## Service
Les unités survivantes seront reconverties en chasseur de mines après la Seconde Guerre mondiale.

## Les unités
- Programme Maru Kyū (Août 1941) : 100 navires
  - N° 1 à N° 100
- Programme Maru Sen (Début 1944) : 100 navires
  - N° 151 à N° 250

## Crédits
- (en) Cet article est partiellement ou en totalité issu de l’article de Wikipédia en anglais intitulé « No.1-class auxiliary submarine chaser » (voir la liste des auteurs).